# فاسيليوس بافليديس
فاسيليوس بافليديس (باليونانية: Βασίλης Παυλίδης)‏ هو لاعب كرة قدم يوناني في مركز الدفاع، ولد في 4 سبتمبر 2002 في سالونيك في اليونان.

## وصلات خارجية
- فاسيليوس بافليديس على موقع الاتحاد الأوربي (الإنجليزية)
- فاسيليوس بافليديس على موقع قاعدة بيانات كرة القدم.إي يو (الإنجليزية)
- فاسيليوس بافليديس على موقع بيانات كرة القدم. دي إي (الألمانية)
- فاسيليوس بافليديس على موقع Soccerbase.com (لاعب) (الإنجليزية)
- فاسيليوس بافليديس على موقع Soccerway.com (الإنجليزية)
- فاسيليوس بافليديس على موقع عالم كرة القدم.نت (الإنجليزية)